# Лисецький Сергій Опанасович
Сергі́й Опана́сович Лисе́цький (13 лютого 1926, Київ, Українська РСР, СРСР — 16 січня 2022, Київ, Україна) — український кінооператор і кінорежисер. Заслужений діяч мистецтв України (1995).

## Біографія
Учасник Німецько-радянської війни. Нагороджено орденами Слави, «За мужність», Вітчизняної війни, медалями.
1956 року закінчив Всесоюзний державний інститут кінематографії (майстерня Леоніда Косматова, Анатолія Головні).
Від 1956 року працював на Київській кіностудії художніх фільмів імені Олександра Довженка.
Викладає в Київському національному університеті театру, кіно і телебачення імені Івана Карпенка-Карого (від 2002 — професор кафедри кінотелеоператорства).
Член Національної спілки кінематографістів України (1963).
Помер 16 січня 2022 року.

## Родина
- Дочка: Лисецька Євгенія Сергіївна — український художник кіно, художник-постановник.
- Онук: Андрій Лисецький — український кінооператор.

## Фільмографія
Кінооператор-постановник:
- 1959 — «Солдатка» (другий оператор)
- 1961 — «Радість моя»
- 1962 — «Ми, двоє чоловіків», в головній ролі — Василь Шукшин
- 1963 — «Наймичка»
- 1965 — «Перевірено — мін немає»
- 1968 — «Лелейська гора» (країна: Югославія)
- 1969 — «Де 042?»
- 1972 — «Лаври»
- 1975 — «Переходимо до любові» (телевізійний фільм)
- 1980 — «Платон мені друг» (оператор, у співавт.)
- 1982 — «Таємниці святого Юра» (оператор, у співавт.)

Режисер і оператор фільмів:
- 1970 : «Одвічне» (співрежисер),
- 1971 : «Майстри» (співрежисер; приз за найкращу операторську роботу Республіканського кінофестивалю «Людина праці на екрані», Жданов, 1973),
- 1971 : «Троїсті музики» (співрежисер; приз 5-го Всесоюзного фестивалю телефільмів у Ташкенті, 1973, співрежисер),
- 1972 : «Автопортрет» (співрежисер; приз 6-го Всесоюзного фестивалю телефільмів у Тбілісі, 1975, співрежисер),
- 1974 : «Сонячне коло» (1-й приз Республіканського фестивалю документальних фільмів, Суми, 1974)
- 1984 : «Прелюдія долі» (режисер-постановник, співоператор (з В. Онищенком); приз за найкращу музичну кінокартину Республіканського кінофестивалю «Людина праці на екрані», Жданов, 1985)
- 1989 : «Кобзо моя»
- 1990 : «Кобзарські мандри»
- 1991 : «Кубанські козаки. А вже літ двісті» (співрежисер),
- 1992 : «Євгенія Мірошниченко»
- 1993 : «Бельгійські зустрічі»
- 1994 : «Невідомий Перл-Гарбор під Полтавою» (співрежисер).